# Slovenski gledališki leksikon
Slovenski gledališki leksikon je tematski leksikon v treh zvezkih, ki je izšel pri Knjižnici Mestnega gledališča ljubljanskega leta 1972. Opise gesel je napisalo več avtorjev. Leksikon je uredil Smiljan Samec (ni bil avtor opisov), opremil pa Štefan Planinc.
- Zvezek I: predgovor, A - J
- Zvezek II: K - P
- Zvezek III: R - Ž, dodatek

## Avtorji
- Peter Bedjanič, opera
- Vladimir Frantar, televizijska igra
- Janez Höfler, opera
- Henrik Neubauer, balet
- Emil Smasek, lutkovno gledališče in radijska igra
- Viktor Smolej, dramsko gledališče in film
- Manica Špendal, opera v Mariboru

## Vir
- Slovenski gledališki leksikon, 1972 (COBISS)